# Microterys breviventris
Microterys breviventris är en stekelart som beskrevs av Xu 2000. Microterys breviventris ingår i släktet Microterys och familjen sköldlussteklar. Inga underarter finns listade i Catalogue of Life.